# Lycodes macrolepis
Lycodes macrolepis är en fiskart som beskrevs av Taranetz och Andriashev, 1935. Lycodes macrolepis ingår i släktet Lycodes och familjen tånglakefiskar. Inga underarter finns listade i Catalogue of Life.